# 30445 Stirling
30445 Stirling este o planetă minoră (asteroid), cu un diametru de 4,334 km, din centura de asteroizi. A fost descoperită pe 5 iulie 2000 la Prescott Observatory⁠(d) de Paul G. Comba⁠(d) și a fost numită după James Stirling. 
Obiectul prezintă o orbită caracterizată de o semiaxă mare de 2,6972857 UAi, o excentricitate de 0,15, o înclinație de 12,04907 ° în raport cu ecliptica.